# Sunday Funday
Sunday Funday est un jeu vidéo chrétien non licencié développé par Color Dreams, édité par Wisdom Tree et sorti en 1995 sur NES. Il est également le dernier jeu à avoir été édité pour la console.

## Système de jeu
Selon le mode d'emploi du jeu, le joueur contrôle le héros sur son skateboard qui est en retard pour l'école du dimanche. Dans le jeu, le héros doit utiliser son skateboard et d'autres objets comme des ballons, des pamplemousses et des journaux pour battre des voyous, des clowns et des hommes d'affaires qui essayent de l'empêcher d'aller à l'École du dimanche.
Le jeu contient deux mini-jeux, un jeu de style arcade nommé Fish Fall et un karaoké d'une chanson du groupe chrétien 4Him.

## Menace Beach
Sunday Funday est identique à Menace Beach (un autre jeu de Color Dreams) excepté la nouvelle histoire et certains personnages. La petite amie du héros de Menace Beach dont les habits se déchiraient est remplacée par une maîtresse d'école. Le jeu peut être considéré comme l'un des jeux les plus difficiles de la NES, de nombreux problèmes de gameplay et de level design le rendant quasiment injouable.